# Śródmieście (Żory)
Śródmieście (Centrum) (nazywane także Starym Miastem) – główna dzielnica Żor mieszcząca się niemalże w samym środku miasta. W czasach przedwojennych Śródmieście stanowiło centralną dzielnicę, w której zamieszkiwała połowa ówczesnych mieszkańców Żor. Jedne z najważniejszych miejsc w Śródmieściu (także w Żorach) to m.in. Żorski Rynek, Ratusz z Urzędem Miejskim (w połowie) i Parafia Świętych Apostołów Filipa i Jakuba.

## Historia
Śródmieście zostało utworzone po nadaniu przez księcia Władysława opolskiego praw miejskich osadzie Sari (łacińska nazwa miasta). Stanowiło ono tylko część (starówkę) dzisiejszego centrum miasta. Żory były otoczone fosą i murami obronnymi (do dziś przetrwały niektóre odcinki). W obręb murów miasta można było dostać się tylko przez Bramę Górną (Symbolicznie zrekonstruowaną w październiku 2002 r. na ulicy Górne Przedmieście) oraz Bramę Dolną (zrekonstruowaną w maju tego samego roku na rondzie koło MOK-u na ul. Dolne Przedmieście). Na Starym Mieście działały trzy katolickie kościoły, oraz zbudowana w pierwszej połowie XIX wieku Żorska Synagoga. Śródmieście było często nękane pożarami. Po ostatnim z nich (1702) żorzanie zaczęli obchodzić Święto Ogniowe.
Już w latach 30. XX w. przygotowywano także wpis układu urbanistycznego Starego Miasta w Żorach, wraz z murami obronnymi i kościołem parafialnym, do rejestru zabytków. Określano go wtedy, „jako najbardziej jednolity pod względem zabytkowym na Śląsku”.

## Informacje ogólne
Jest to najstarsza część miasta otoczona przez "betonowe Żory", w której zachowało się najwięcej zabytków w całym mieście. Stan ludności wynosi około 3 tys. osób. Główną starówkę otacza 5 rond, a dojechać można pięcioma ulicami (Rybnicką, Za Fosą, Tadeusza Kościuszki, Dworcową oraz Aleją Wojska Polskiego). W tej dzielnicy znajduje się główny dworzec autobusowy oraz kolejowy. Wschodnią granicę dzielnicy wyznaczają właśnie tory, wszystkie inne biegną wzdłuż osiedli. Oprócz tego w tej dzielnicy znajduje się jedyne żorskie kino, Miejski Ośrodek Kultury z Żorskim Muzeum oraz Park Miejski.